# Філліс Аллен
Філліс Аллен (англ. Phyllis Allen; 25 листопада 1861 — 26 березня 1938) — американська комедійна акторка німого кіно.
Свою кар'єру Філліс Ален почала з участі у водевілях. Потім були ролі у фільмах Мака Сеннета, у яких вона, завдяки своїй крупній комплекції добре зарекомендувала як комедійна акторка. У період з 1913 по 1923 вона знялась у 74 стрічках, в яких грала разом з Чарлі Чапліном, Мейбл Норманд, Роско Арбаклом и Маком Саннетом.

## Фільмографія
- 1913 — Вексель Мерфі / Murphy's I.O.U.
- 1913 — Фатті в Сан-Дієго / Fatty at San Diego — дружина Фатті
- 1914 — Вино Фатті / Fatty's Wine Party
- 1914 — Знайомство, що відбулося / Getting Acquainted
- 1914 — Знову Фатті / Fatty Again
- 1914 — Його місце для побачень / His Trysting Place
- 1914 — Кінець Фатті / Fatty's Finish
- 1914 — Нахабний джентльмен / Gentlemen of Nerve
- 1914 — Привіт, Мейбл / Hello, Mabel
- 1914 — Тісто і динаміт / Dough and Dynamite
- 1914 — Марнотратники / The Rounders
- 1914 — Захоплений в кабаре / Caught in a Cabaret
- 1915 — Вечір в мюзик-холі / A Night in the Show
- 1915 — Маленьке золото / That Little Band of Gold
- 1915 — Просте життя Фатті і Мейбл / Mabel and Fatty's Simple Life
- 1915 — Сміливе щеня Фатті
- 1917 — Шукач пригод / The Adventurer
- 1922 — День отримання зарплати / Pay Day
- 1923 — Пілігрим / The Pilgrim